# الناطقون باللغة بالصينية

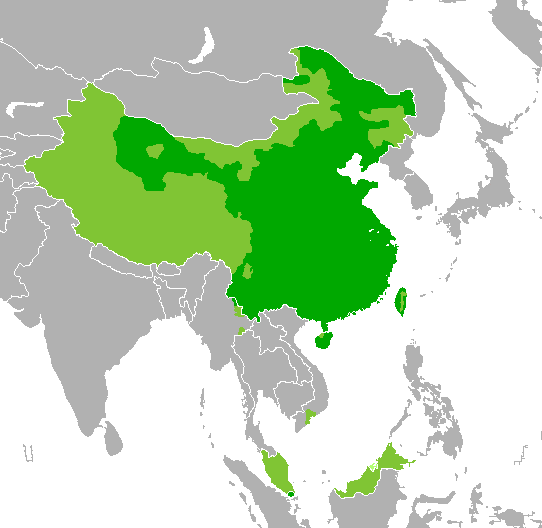
خريطة العالم الناطق بالصينية. بالاخضر الغامق هي البلدان والمناطق ذات الناطقين الاصليين بالصينيةبالاخضر المتوسط هي المناطق والبلدان التي تعد فيها اللغة الصينية ليست اصلية ولكنها لغة رسمية او تعليمية
بالاخضر الفاتح هي البلدان ذات الاقليات الناطقة باللغة الصينية

المقصود بالمتحدثين باللغة الصينية أو (بالإنجليزية: Sinophone) هم الاشخاص الذين يتحدثون على الاقل لهجة من اللغة الصينية. غالبًا ما يستخدم الكتاب الأكاديميون مصطلح المتحدثين باللغة الصينية أو Sinophone في تعريفين: إما على وجه التحديد «السكان الناطقون بالصينية حيث تكون لغة أقلية، باستثناء البر الرئيسي للصين وهونغ كونغ وماكاو وتايوان» أو عمومًا «المناطق الناطقة بالصينية، بما في ذلك المناطق التي تكون فيها لغة رسمية». يستخدم العديد من المؤلفين مصطلح عالم المتحدثين باللغة الصينية أو بالإنجليزية Sinophone world أو العالم الناطق بالصينية ليعني به العالم الناطق بالصينية نفسه (الذي يتكون من الصين الكبرى وسنغافورة) أو توزع الشتات الصيني خارج الصين الكبرى.
الماندرين الصينية هي أكثر أنواع اللغة الصينية شيوعًا اليوم، مع أكثر من 1 مليار متحدث (حوالي 12 ٪ من سكان العالم)، منهم حوالي 900 مليون من المتحدثين الأصليين، مما يجعلها اللغة الأولى الأكثر استخدامًا في العالم وثاني أكبر عدد من المتحدثين بشكل عام. إنها النوع الرسمي للصينيين في الصين القارية وتايوان وسنغافورة. في هذه الأثناء، الكانتونية هي النوع الرسمي للصينيين في هونغ كونغ وماكاو ويتم التحدث بها أيضًا على نطاق واسع بين المجتمعات الصينية الكبيرة في الخارج في جنوب شرق آسيا وكذلك في بقية العالم.